# Теклёвка (Жмеринский район)
Теклёвка (укр. Теклівка, пол. Teklówka, Teklińce) — село в Жмеринском районе Винницкой области Украины. До 19 июля 2020 года входило в состав Шаргородского района.
Код КОАТУУ — 0525384802. Население по переписи 2001 года составляет 355 человек. Почтовый индекс — 23541. Телефонный код — 4344.
Занимает площадь 1,6102 км².

## Религия
В селе действует храм Рождества Пресвятой Богородицы Шаргородского благочиния Могилёв-Подольской епархии Украинской православной церкви.